# Pille Raadik
Pille Raadik (* 12. Februar 1987 in Tallinn) ist eine estnische Fußballspielerin.
Raadik spielte 2004 beim JK Piraaja Tallinn und wechselte zur Saison 2009 zur Frauenfußballabteilung des FC Flora Tallinn. Sie erreichte mit ihrer Mannschaft zweimal die Vizemeisterschaft. Anfang 2011 verpflichtete der finnische Klub Åland United Raadik. Dort gewann sie 2013 und 2014 die finnische Meisterschaft.
Seit 2009 gehört sie der estnischen Nationalmannschaft an und kam bisher auf 30 Einsätze.